# Giro d’Italia 2021/20. Etappe
Die 20. Etappe des Giro d’Italia 2021 führte am 29. Mai 2021 über 164 Kilometer von Verbania zum Alpe Motta. Sie war die letzte Bergankunft des Giro d’Italia 2021. Teile der Etappe verliefen durch die Schweiz.
Sieger wurde der Gesamtzweite Damiano Caruso (Bahrain Victorious) mit 24 Sekunden Vorsprung vor Egan Bernal (Ineos Grenadiers), der die Maglia Rosa verteidigte. Dessen Teamkollege Daniel Felipe Martínez wurde mit 35 Sekunden Rückstand Dritter vor dem zeitgleichen Romain Bardet (Team DSM).
Nach 28 Kilometern bildete sich eine neunköpfige Ausreißergruppe, aus deren Resten heraus Vincenzo Albanese (Eolo-Kometa) die Bergwertung der ersten Kategorie am Passo del San Bernardino gewann. Auf der folgenden Abfahrt ca. 55 Kilometer vor Ziel löste sich Bardet mit seinen Teamkollegen Michael Storer und Chris Hamilton aus der Gruppe um die Maglia Rosa. Es folgten vor dem Ziel Caruso mit seinem Teamkollegen Pello Bilbao. Diese Verfolger stellten bald darauf die ursprünglichen Ausreißer. Die Bergwertung 1. Kategorie am Splügenpass passierte Bardet als Erster der Spitzengruppe; die Gruppe um Bernal folgte auf 45 Sekunden. Nach und nach fielen die Begleiter von Bardet und Caruso zurück. Bernal wurde bis zwei Kilometer vor dem Ziel von seinen Teamkollegen Jonathan Castroviejo und Martinez begleitet, deren Tempo die Gruppe Maglia Rosa verkleinerte. Bernal überholte schließlich noch Bardet, der 1.500 Meter vor dem Ziel von Caruso versetzt worden war.

## Ergebnis
| \| Etappenergebnis \| Etappenergebnis \| Etappenergebnis \| Etappenergebnis \| Etappenergebnis \| \| Fahrer \| Fahrer \| Land \| Team \| Zeit \| \| --------------- \| ---------------------- \| ---------------------- \| --------------------- \| --------------- \| \| 1. \| Damiano Caruso \| Italien \| Bahrain Victorious \| 4 h 27 min 53 s \| \| 2. \| Egan Bernal \| Kolumbien \| Ineos Grenadiers \| + 24 s \| \| 3. \| Daniel Felipe Martínez \| Kolumbien \| Ineos Grenadiers \| + 35 s \| \| 4. \| Romain Bardet \| Frankreich \| Team DSM \| + 35 s \| \| 5. \| João Almeida \| Portugal \| Deceuninck-Quick Step \| + 41 s \| \| 6. \| Simon Yates \| Vereinigtes Königreich \| BikeExchange \| + 51 s \| \| 7. \| Alexander Wlassow \| Russland \| Astana-Premier Tech \| + 1 min 13 s \| \| 8. \| Hugh Carthy \| Vereinigtes Königreich \| EF Education-Nippo \| + 1 min 29 s \| \| 9. \| Lorenzo Fortunato \| Italien \| Eolo-Kometa \| + 2 min 07 s \| \| 10. \| Antonio Pedrero \| Spanien \| Movistar Team \| + 2 min 23 s \| |                        |                        |                       |                 |
| |                        |                        |                       |                 |
| Quelle: ProCyclingStats |                        |                        |                       |                 |
| Etappenergebnis |                        |                        |                       |                 |
| Fahrer | Fahrer                 | Land                   | Team                  | Zeit            |
| 1. | Damiano Caruso         | Italien                | Bahrain Victorious    | 4 h 27 min 53 s |
| 2. | Egan Bernal            | Kolumbien              | Ineos Grenadiers      | + 24 s          |
| 3. | Daniel Felipe Martínez | Kolumbien              | Ineos Grenadiers      | + 35 s          |
| 4. | Romain Bardet          | Frankreich             | Team DSM              | + 35 s          |
| 5. | João Almeida           | Portugal               | Deceuninck-Quick Step | + 41 s          |
| 6. | Simon Yates            | Vereinigtes Königreich | BikeExchange          | + 51 s          |
| 7. | Alexander Wlassow      | Russland               | Astana-Premier Tech   | + 1 min 13 s    |
| 8. | Hugh Carthy            | Vereinigtes Königreich | EF Education-Nippo    | + 1 min 29 s    |
| 9. | Lorenzo Fortunato      | Italien                | Eolo-Kometa           | + 2 min 07 s    |
| 10. | Antonio Pedrero        | Spanien                | Movistar Team         | + 2 min 23 s    |

## Gesamtstände
| \| Gesamtwertung \| Gesamtwertung \| Gesamtwertung \| Gesamtwertung \| Gesamtwertung \| \| Fahrer \| Fahrer \| Land \| Team \| Zeit \| \| ------------- \| ---------------------- \| ---------------------- \| ---------------------- \| ---------------- \| \| 1. \| Egan Bernal \| Kolumbien \| Ineos Grenadiers \| 85 h 41 min 47 s \| \| 2. \| Damiano Caruso \| Italien \| Bahrain Victorious \| + 1 min 59 s \| \| 3. \| Simon Yates \| Vereinigtes Königreich \| BikeExchange \| + 3 min 23 s \| \| 4. \| Alexander Wlassow \| Russland \| Astana-Premier Tech \| + 7 min 07 s \| \| 5. \| Romain Bardet \| Frankreich \| Team DSM \| + 7 min 48 s \| \| 6. \| Daniel Felipe Martínez \| Kolumbien \| Ineos Grenadiers \| + 7 min 56 s \| \| 7. \| Hugh Carthy \| Vereinigtes Königreich \| EF Education-Nippo \| + 8 min 22 s \| \| 8. \| João Almeida \| Portugal \| Deceuninck-Quick Step \| + 8 min 50 s \| \| 9. \| Tobias Foss \| Norwegen \| Jumbo-Visma \| + 12 min 39 s \| \| 10. \| Daniel Martin \| Irland \| Israel Start-Up Nation \| + 16 min 48 s \| |                        |                        |                        |                  |
| |                        |                        |                        |                  |
| Quelle: ProCyclingStats |                        |                        |                        |                  |
| Gesamtwertung |                        |                        |                        |                  |
| Fahrer | Fahrer                 | Land                   | Team                   | Zeit             |
| 1. | Egan Bernal            | Kolumbien              | Ineos Grenadiers       | 85 h 41 min 47 s |
| 2. | Damiano Caruso         | Italien                | Bahrain Victorious     | + 1 min 59 s     |
| 3. | Simon Yates            | Vereinigtes Königreich | BikeExchange           | + 3 min 23 s     |
| 4. | Alexander Wlassow      | Russland               | Astana-Premier Tech    | + 7 min 07 s     |
| 5. | Romain Bardet          | Frankreich             | Team DSM               | + 7 min 48 s     |
| 6. | Daniel Felipe Martínez | Kolumbien              | Ineos Grenadiers       | + 7 min 56 s     |
| 7. | Hugh Carthy            | Vereinigtes Königreich | EF Education-Nippo     | + 8 min 22 s     |
| 8. | João Almeida           | Portugal               | Deceuninck-Quick Step  | + 8 min 50 s     |
| 9. | Tobias Foss            | Norwegen               | Jumbo-Visma            | + 12 min 39 s    |
| 10. | Daniel Martin          | Irland                 | Israel Start-Up Nation | + 16 min 48 s    |

| Punktewertung | Punktewertung    | Punktewertung | Punktewertung                      | Punktewertung |
| Fahrer        | Fahrer           | Land          | Team                               | Punkte        |
| ------------- | ---------------- | ------------- | ---------------------------------- | ------------- |
| 1.            | Peter Sagan      | Slowakei      | Bora-Hansgrohe                     | 136 P.        |
| 2.            | Davide Cimolai   | Italien       | Israel Start-Up Nation             | 118 P.        |
| 3.            | Fernando Gaviria | Kolumbien     | UAE Team Emirates                  | 116 P.        |
| 4.            | Elia Viviani     | Italien       | Cofidis                            | 86 P.         |
| 5.            | Egan Bernal      | Kolumbien     | Ineos Grenadiers                   | 80 P.         |
| 6.            | Dries De Bondt   | Belgien       | Alpecin-Fenix                      | 71 P.         |
| 7.            | Andrea Pasqualon | Italien       | Intermarché-Wanty-Gobert Matériaux | 61 P.         |
| 8.            | Simone Consonni  | Italien       | Cofidis                            | 60 P.         |
| 9.            | Umberto Marengo  | Italien       | Bardiani CSF Faizanè               | 57 P.         |
| 10.           | Alberto Bettiol  | Italien       | EF Education-Nippo                 | 53 P.         |

| Bergwertung | Bergwertung       | Bergwertung            | Bergwertung            | Bergwertung |
| Fahrer      | Fahrer            | Land                   | Team                   | Punkte      |
| ----------- | ----------------- | ---------------------- | ---------------------- | ----------- |
| 1.          | Geoffrey Bouchard | Frankreich             | AG2R Citroën Team      | 184 P.      |
| 2.          | Egan Bernal       | Kolumbien              | Ineos Grenadiers       | 140 P.      |
| 3.          | Damiano Caruso    | Italien                | Bahrain Victorious     | 99 P.       |
| 4.          | Daniel Martin     | Irland                 | Israel Start-Up Nation | 83 P.       |
| 5.          | Simon Yates       | Vereinigtes Königreich | BikeExchange           | 61 P.       |
| 6.          | João Almeida      | Portugal               | Deceuninck-Quick Step  | 54 P.       |
| 7.          | Bauke Mollema     | Niederlande            | Trek-Segafredo         | 53 P.       |
| 8.          | Lorenzo Fortunato | Italien                | Eolo-Kometa            | 52 P.       |
| 9.          | Romain Bardet     | Frankreich             | Team DSM               | 49 P.       |
| 10.         | Michael Storer    | Australien             | Team DSM               | 46 P.       |

| Nachwuchswertung | Nachwuchswertung       | Nachwuchswertung | Nachwuchswertung      | Nachwuchswertung  |
| Fahrer           | Fahrer                 | Land             | Team                  | Zeit              |
| ---------------- | ---------------------- | ---------------- | --------------------- | ----------------- |
| 1.               | Egan Bernal            | Kolumbien        | Ineos Grenadiers      | 85 h 41 min 47 s  |
| 2.               | Alexander Wlassow      | Russland         | Astana-Premier Tech   | + 7 min 07 s      |
| 3.               | Daniel Felipe Martínez | Kolumbien        | Ineos Grenadiers      | + 7 min 56 s      |
| 4.               | João Almeida           | Portugal         | Deceuninck-Quick Step | + 8 min 50 s      |
| 5.               | Tobias Foss            | Norwegen         | Jumbo-Visma           | + 12 min 39 s     |
| 6.               | Lorenzo Fortunato      | Italien          | Eolo-Kometa           | + 44 min 09 s     |
| 7.               | Attila Valter          | Ungarn           | Groupama-FDJ          | + 44 min 51 s     |
| 8.               | Michael Storer         | Australien       | Team DSM              | + 1 h 47 min 48 s |
| 9.               | Einer Rubio            | Kolumbien        | Movistar Team         | + 1 h 59 min 29 s |
| 10.              | Harold Tejada          | Kolumbien        | Astana-Premier Tech   | + 2 h 00 min 40 s |

| Mannschaftswertung | Mannschaftswertung    | Mannschaftswertung           | Mannschaftswertung |
| Team               | Team                  | Land                         | Zeit               |
| ------------------ | --------------------- | ---------------------------- | ------------------ |
| 1.                 | Ineos Grenadiers      | Vereinigtes Königreich       | 57 h 47 min 02 s   |
| 2.                 | Team BikeExchange     | Australien                   | + 26 min 01 s      |
| 3.                 | Team DSM              | Deutschland                  | + 26 min 02 s      |
| 4.                 | Astana-Premier Tech   | Kasachstan                   | + 31 min 21 s      |
| 5.                 | Team BikeExchange     | Australien                   | + 1 h 09 min 53 s  |
| 6.                 | Trek-Segafredo        | Vereinigte Staaten           | + 1 h 19 min 18 s  |
| 7.                 | Movistar Team         | Spanien                      | + 1 h 22 min 40 s  |
| 8.                 | Deceuninck-Quick Step | Belgien                      | + 1 h 38 min 30 s  |
| 9.                 | Bahrain Victorious    | Bahrain                      | + 1 h 47 min 25 s  |
| 10.                | UAE Team Emirates     | Vereinigte Arabische Emirate | + 1 h 50 min 27 s  |

## Ausgeschiedene Fahrer
- Fabio Felline (Astana-Premier Tech) nicht gestartet